# Tercha
Tercha est un village de la wilaya de Béjaia situé dans la commune d'El Kseur, région de Kabylie. Il est l'un des plus anciens villages de la commune d'El Kseur.

## Relief
Tercha est situé sur une colline à 400 mètres d'altitude.

## Agriculture
Tercha vit de la culture de l'olivier et du figuier, de l'élevage bovin et ovin et des revenus provenant de l'émigration. Comme chaque année, la cueillette des olives débute vers la mi-automne pour atteindre son plein niveau en fin décembre, avec les vacances d’hiver. La campagne oléicole de la région est la plus importante du pays.
L'apiculture est pratiquée depuis quelques années.